# Трамвай Бурси
Трамвай Бурси (тур. Burtram) — трамвайна мережа у місті Бурса, Мармара, Туреччина. Трамвайна мережа перебуває під орудою Burulaş, що також керує мережею Бурсарай.

## Мережа
Трамвайна мережа Бурси складається з двох ліній: T1, працює від Стадіону до Газджилар і назад. T3, прямує від Чинарьоню до Зафер Плаза

### T1
- Відкрито: 13 жовтня 2013
- Загальна довжина маршруту: 6,5 км
- Кількість зупинок: 14
- Ширина колії: 1435 мм
- Часи роботи: 7:00 - 22:00
- Інтервал: 8-15 хв
- Вартість проїзду: 1 TL

### T3
- Відкрито: 28 травня 2011
- Загальна довжина маршруту: 2,5 км
- Кількість зупинок: 9
- Ширина колії: 1000 мм
- Часи роботи: 7:00 - 22:00
- Вартість проїзду: 1 TL